# Thelypteris submarginalis
Thelypteris submarginalis là một loài dương xỉ trong họ Thelypteridaceae. Loài này được Small mô tả khoa học đầu tiên năm 1938.